# Мороз, Антон Михайлович
Анто́н Миха́йлович Моро́з (род. 23 февраля 1979 года) — российский политик, государственный и общественный деятель; Президент Федерации хоккея на траве России (ФХТР). Член партии «Единая Россия».

## Биография
Родился 23 февраля 1979 года. Окончил Санкт-Петербургский государственный политехнический университет (2007) по специальности «Промышленное и гражданское строительство».
Вице-президент Торгово-промышленной палаты Санкт-Петербурга. 
Вице-президент, член Совета Национального объединения строителей.
Помощник депутата Государственной Думы Валентины Пивненко.
С октября 2020 — Президент Федерации хоккея на траве России (ФХТР).
Состоит в попечительском Совете благотворительного фонда Натальи Воробьевой. Является членом общественного совета Федерального партийного проекта ВПП «Единая Россия» «Детский спорт». Награждён нагрудным знаком «Почетный строитель России», Почетной грамотой Министерства строительства и ЖКХ РФ, Серебряной медалью Святого Первоверховного Апостола Петра.
Также является членом Экспертного Совета Всероссийской политической партии «Единая Россия», членом Совета Национального объединения изыскателей и проектировщиков (НОПРИЗ),
членом Совета Национального объединения организаций в области энергосбережения и повышения энергетической эффективности (НОЭ).